# 龍宮寺 (加須市)
龍宮寺（りゅうぐうじ）は、埼玉県加須市にある真言宗智山派の寺院。

## 歴史
1587年（天正15年）ごろ、忠陽恕海によって開山された。恕海は源頼政の末裔で、後に甲斐国の武田氏に仕えていたが、武田氏の滅亡後に当地に定着した。過去の火災で多くの古文書を失ったため、詳細な由来は不明となっている。
当寺の山門の二階には、鳥居が彫刻されている。

## 交通アクセス
- 花崎駅より徒歩27分。